# Schweizer Tourismus-Verband
Der Schweizer Tourismus-Verband (STV), Fédération suisse du tourisme, Federazione svizzera del turismo, Federaziun svizra dal turissem, englisch Swiss Tourism Federation ist die Dachorganisation der Schweizer Tourismuswirtschaft. Er vertritt als nationaler Dachverband und nationale Netzwerkorganisation die Interessen des Schweizer Tourismus gegenüber Behörden, in der Politik, in den Medien sowie in der Öffentlichkeit. Damit ist der Verband die zentrale tourismuspolitische Plattform der Schweiz.

## Geschichte und Organisation
Der Verband wurde im Jahr 1932 als privatrechtlicher Verein unter dem Namen «Schweizer Fremdenverkehrsverband» gegründet, um dem Tourismus in der Schweiz eine gemeinsame Plattform und Interessensvertretung zu bieten. Seit 1991 tritt der Verband als Schweizer Tourismus-Verband auf. Der STV finanziert sich durch Mitgliederbeiträge und kostendeckende Dienstleistungen.
Der Verband hat heute über 500 Mitglieder. Unter dem Dach des STV sind alle wichtigen Tourismusakteur:innen vereint.
- die touristischen Fachverbände
- die touristischen Destinationen
- die touristischen Leistungsträger und Leistungsträgerinnen
- die politischen Vertreter und Vertreterinnen
- die sich mit Tourismus befassenden Behörden und Bildungsinstitutionen

Durch die breite Abstützung im Tourismus vertritt der Dachverband die Interessen der gesamten touristischen Wertschöpfungskette. Er setzt sich dafür ein, dass die Bedeutung des Tourismussektors für die Schweizer Wirtschaft und den Standort Schweiz erkannt und anerkannt wird.
Organisiert ist er als privatrechtlicher Verein (gemäss Art. 60–79 ZGB), die vier zentralen Organe sind die Generalversammlung, der Vorstand, der Ausschuss und die Direktion (Geschäftsstelle). Der Sitz ist in Bern. Präsident ist seit 2020 der St. Galler Nationalrat Nicolò Paganini (die Mitte), als Direktor führt Philipp Niederberger die Geschäftsstelle seit 2021. Strategisch geführt wird der Verband durch den Vorstand. Dieser setzt sich neben drei politischen Vertreter und Vertreterinnen aus zwölf Kernmitgliedern zusammen.
Die Mitglieder sind in 3 Unterschiedliche Kategorien eingeteilt: Die 12 Kernmitglieder, ordentliche Mitglieder und befreundete Mitglieder.

## Schwerpunkte des STV

### Tourismuspolitik & Öffentlichkeitsarbeit
Der Schweizer Tourismus-Verband engagiert sich für seine Mitglieder im politischen Lobbying. Zentrale Aufgabe ist die Kontaktpflege und regelmässiger Informationsaustausch mit Bundesämtern und Parlamentsmitgliedern sowie das Lobbying im Sinne der Tourismuswirtschaft. So ist die Parlamentarische Gruppe für Tourismus (PGT) mit über 60 Mitgliedern eine der grössten Interessensvereinigungen der Bundesversammlung. Ihr gehören Nationalrätinnen und Nationalräte sowie Ständerätinnen und Ständeräte verschiedener politischer Richtungen an, die sich für Fragen des Schweizer Tourismus interessieren. Die Mitglieder der PGT treffen sich 4-mal jährlich.
Schwerpunkte der Öffentlichkeitsarbeit sind die Herausgabe der Broschüre Schweizer Tourismus in Zahlen sowie Herausgabe von Newslettern zum Stand der STV-Aktivitäten, und die eigene Internetpräsenz mit branchenspezifischem Nachrichtenportal (Newsletter, Stellungnahmen, statistische Daten, Publikationsmeldungen).

### Kompetenzzentrum Nachhaltigkeit (KONA)
Zusammen mit seinen Kernmitgliedern verfolgt der STV die Vision, ein nachhaltiges Tourismusland Schweiz zu gestalten. Das Kompetenzzentrums Nachhaltigkeit (KONA) fördert die nachhaltige Entwicklung des Schweizer Tourismus und leistet einen entscheidenden Beitrag, um den Schweizer Tourismus zum Nachhaltigkeits-Leader zu entwickeln und damit die Sustainable Development Goals (SDGs) der Agenda 2023 zu erreichen.
Die Aufgaben des Kompetenzzentrums sind dabei vielfältig:
- Wissensaufbau und Wissenstransfer im Bereich der touristischen Nachhaltigkeit
- Bündelung der Ressourcen und Schaffung von Synergien über den ganzen Tourismussektor
- Vernetzung durch Community Aufbau und Vermittlung relevanter Akteure und Akteurinnen
- Befähigung durch Tools zur Umsetzung der Nachhaltigkeit
- Messen und Reporting der Nachhaltigkeit innerhalb des Tourismussektors.

Zur Umsetzung der Ziele verfolgt das KONA unterschiedliche Projekte wie Swisstainable, den SDG Tourism-Dialog, UNWTO Best Tourism Villages, die OK:GO Initiative sowie die Betreibung der Nachhaltigkeitsplattform.
Der Beirat des Kompetenzzentrums Nachhaltigkeit setzt sich zusammen auf Vertretungen der zwölf Kernmitglieder des STV, vier wissenschaftlicher Institutionen, Schweiz Tourismus und dem Staatssekretariat für Wirtschaft SECO.

### Labels & Innovation
Die Klassifikation des Schweizer Tourismus-Verbandes orientiert über Qualität und Service in Ferienwohnungen, Gästezimmern sowie Bed and Breakfasts in der Schweiz. Das Ziel ist aufgrund der Klassifizierung die Transparenz und somit die Vergleichbarkeit zwischen den verschiedenen Anbietern zu erhöhen.
Das Destination Lab ist eine Plattform mit dem Ziel, die Schweizer Tourismusdestinationen hinsichtlich Innovationssteigerung, Erfahrungsaustausch und Wissensmanagement besser zu vernetzen. Seine Kernbereiche sind die Gästeberatung und die Angebots- und Produktentwicklung. Im Destination Lab, welches das erprobte Konzept des Tourist Office Lab aufnimmt, gelingt der Schritt von der Theorie in die Umsetzung. Die mitmachenden Destinationen bestimmen die Ausgestaltung des Destination Lab mit und entwickeln es zielführend weiter.

## Belege
1. ↑  Der STV – der wichtige Akteur für den Tourismus. stv-fst.ch > Über den STV > Auftrag.
2. ↑  Unsere Mitglieder – Sind Sie schon dabei? stv-fst.ch > Über den STV > Mitglieder
3. ↑  Über den Verband | Schweizer Tourismus-Verband. 11. Februar 2023, abgerufen am 9. November 2023.
4. ↑  Über den Verband | Schweizer Tourismus-Verband. 11. Februar 2023, abgerufen am 9. November 2023.
5. ↑  Der Vorstand: Führungsgremium des Verbandes. stv-fst.ch > Über den STV > Organe > Vorstand
6. ↑  Über den Verband | Schweizer Tourismus-Verband. 11. Februar 2023, abgerufen am 9. November 2023.
7. ↑  Mitgliederliste | Schweizer Tourismus-Verband. 11. Februar 2023, abgerufen am 9. November 2023.
8. ↑  Debattieren und Handeln – die Aufgabe der PGT. stv-fst.ch; vergl. dazu auch die Zusammenstellung Parteipositionen zum Tourismus (Memento vom 19. Juli 2018 im Internet Archive), auf stv-fst.ch
9. ↑  Parlamentarische Gruppe für Tourismus PGT | Schweizer Tourismus-Verband. 11. Februar 2023, abgerufen am 9. November 2023.
10. ↑  Neuigkeiten auf einen Blick | Schweizer Tourismus-Verband. 11. Februar 2023, abgerufen am 9. November 2023.
11. ↑  Kompetenzzentrum Nachhaltigkeit (KONA) | Schweizer Tourismus-Verband. 11. Februar 2023, abgerufen am 9. November 2023.
12. ↑  Swisstainable, auf stv-fst.ch
13. ↑  Schweizer SDG Tourismus-Dialog, auf stv-fst.ch
14. ↑  Die UNWTO zeichnet die besten Tourismusdörfer der Welt aus, auf stv-fst.ch
15. ↑  OK:GO Initiative, auf stv-fst.ch
16. ↑  Nachhaltigkeitsplattform für den Tourismus, auf stv-fst.ch
17. ↑  Label Accommodation Classification | Schweizer Tourismus-Verband. 11. Februar 2023, abgerufen am 9. November 2023.
18. ↑  Destination Lab: Innovation dank Zusammenarbeit | Schweizer Tourismus-Verband. 11. Februar 2023, abgerufen am 9. November 2023.